# Hexoplon longispina
Hexoplon longispina är en skalbaggsart som beskrevs av Aurivillius 1899. Hexoplon longispina ingår i släktet Hexoplon och familjen långhorningar. Inga underarter finns listade i Catalogue of Life.